# 上海市零陵中学
上海市零陵中学创建于1964年，是一座完全中學，位于上海市徐汇区东安路。2006年時該學校有40个教学班，近2000名学生，該校的擊劍運動較為著名。校长為冯震中。